# Abu 'Isa al-Warraq
Abu 'Isa al-Warraq, nome completo Abu Isa Muhammad ibn Harun al-Warraq, (in arabo أبو عيسى محمد ابن هارون الوراق‎?) (889 – 994) è stato un teologo scettico arabo del IX secolo e critico dell'Islam e della religione in generale.
Fu mentore e amico dello studioso Ibn al-Rawandi nella cui opera Il Libro dello smeraldo appare. Un critico moderno dell'Islam, Ibn Warraq, fa derivare il suo pseudonimo da al-Warraq.

## Visioni delle religioni rivelate
Al-Warraq era scettico sull'esistenza di Dio perché "Chi ordina al suo schiavo di fare cose che sa che è incapace di fare, e poi lo punisce, è uno sciocco".
Al-Warraq contestò la nozione di religione rivelata. Sostenne che se gli esseri umani sono in grado di capire che, ad esempio, è bene perdonare, allora non è necessario un profeta e che non dovremmo prestare attenzione alle affermazioni di profeti autoproclamati, se ciò che viene affermato risulta essere contrario al buon senso e alla ragione. Al-Warraq ammirava l'intelletto non per la sua capacità di sottomettersi a un dio, ma per la sua curiosità verso le meraviglie della scienza. Spiegò che le persone svilupparono la scienza dell'astronomia guardando il cielo e che nessun profeta era necessario per mostrare loro come guardare; disse anche che non erano necessari i profeti per mostrare loro come fare i flauti o come suonarli.

## Visioni dell'Islam
Al-Warraq dubitava anche delle affermazioni che ritraggono Maometto come un profeta: